# Teodoro Cottrau
Teodoro Cottrau (* 7. Dezember 1827 in Neapel; † 30. März 1879 ebenda) war ein italienischer Autor und Komponist französischer Herkunft. Er notierte die Melodie und übersetzte den (im neapolitanischen Dialekt verbreiteten) Text des berühmten neapolitanischen Liedes  Santa Lucia ins Italienische (1849). Manche Quellen nennen ihn als Komponisten des Liedes, wahrscheinlicher war er jedoch nur Bearbeiter eines traditionellen Liedes. Er ist der Sohn des Kontrabassisten Guillaume Louis Cottrau (1797–1847).